# تیم ملی بسکتبال زنان اسپانیا
تیم ملی بسکتبال زنان اسپانیا (به اسپانیایی: Selección Española de Baloncesto Femenina‎) ، نماینده اسپانیا در مسابقات بین‌المللی بسکتبال زنان است و توسط فدراسیون بسکتبال اسپانیا اداره می شود . اسپانیا یکی از موفق ترین تیم های ملی زنان در جهان است.